# Nervijuncta harrisi
Nervijuncta harrisi är en tvåvingeart som beskrevs av Edwards 1927. Nervijuncta harrisi ingår i släktet Nervijuncta och familjen hårvingsmyggor. Inga underarter finns listade i Catalogue of Life.